# Ghyangphedi
Ghyangphedi – gaun wikas samiti w środkowej części Nepalu w strefie Bagmati w dystrykcie Nuwakot. Według nepalskiego spisu powszechnego z 2001 roku liczył on 550 gospodarstw domowych i 2789 mieszkańców (1290 kobiet i 1499 mężczyzn).